# Rutilia corona
Rutilia corona är en tvåvingeart som beskrevs av Charles Howard Curran 1930. Rutilia corona ingår i släktet Rutilia och familjen parasitflugor. Inga underarter finns listade i Catalogue of Life.